# Walter Leslie

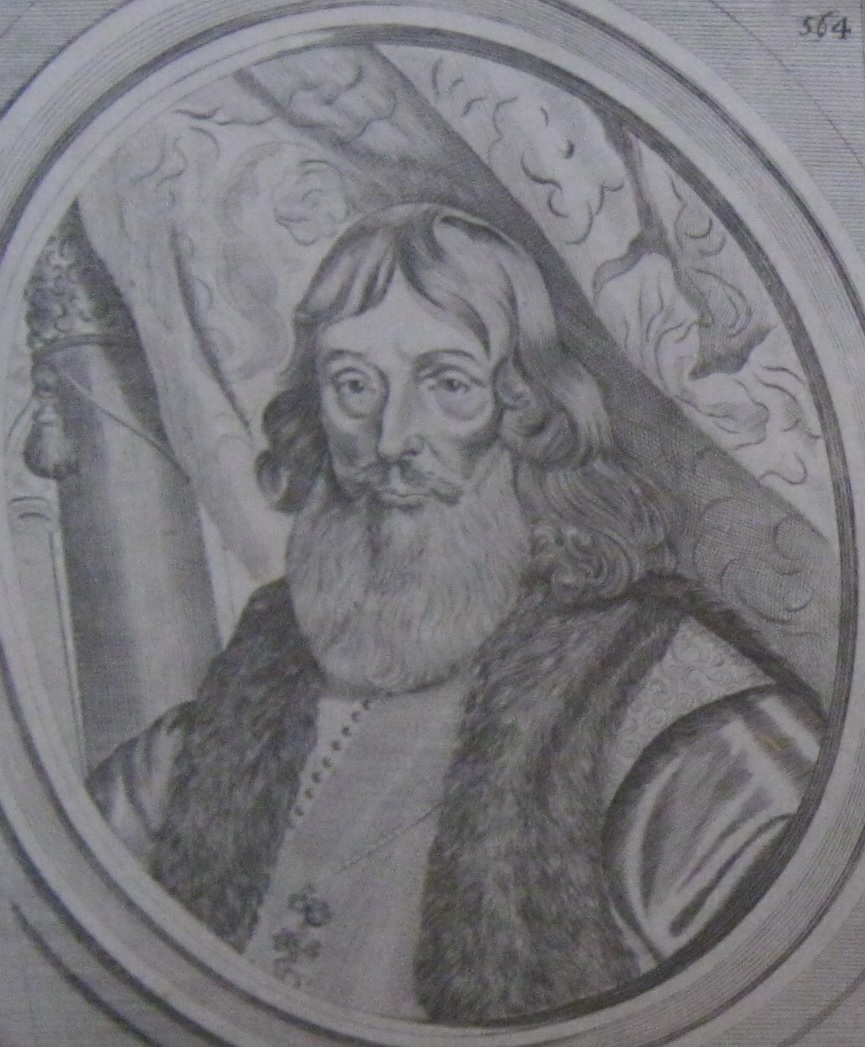

Walter graaf Leslie (1607 - 4 maart 1667) was een Schots veldheer in het kamp van de Habsburgse keizer tijdens de Dertigjarige Oorlog. In 1631 trad hij toe tot het leger van generalissimo Albrecht van Wallenstein, maar hij werd een van zijn grootste tegenstanders. Hij was de bedenker van het plan om Wallenstein te vermoorden en was ook een van de uitvoerders van de moord in Eger in 1634. Hij werd eerst benoemd tot veldmaarschalk en later tot rijksgraaf. Hij werd ook ridder in de Orde van het Gulden Vlies.